# مردارخوار

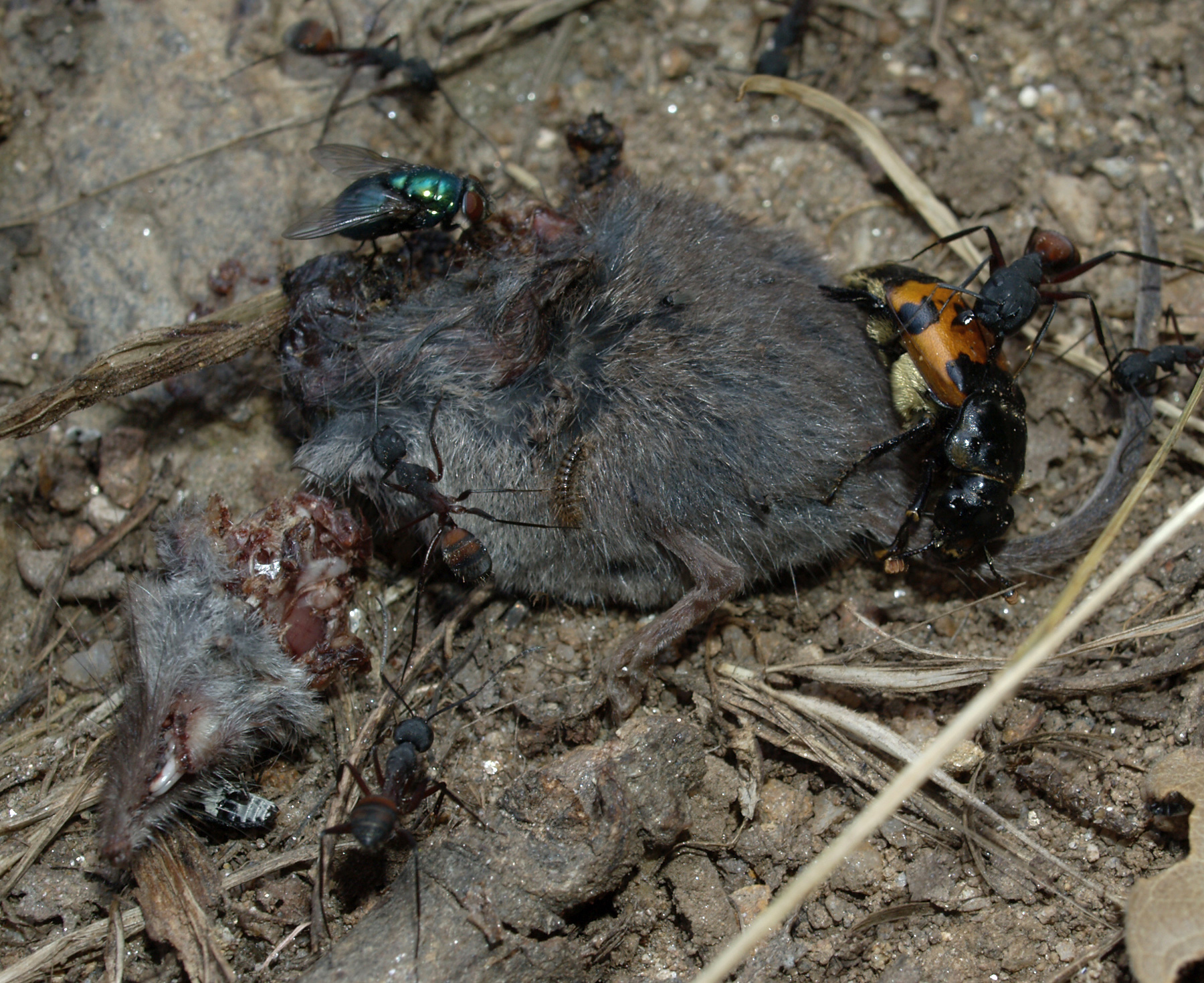
حشرات در حال تغذیه از جانوری مرده

مُردارخوار یا لاشه‌خوار جانوری است گوشت‌خوار یا گیاه‌خوار که از مواد آلی جانداران مرده و در حال فساد تغذیه می‌کند. خوردن مردار از گونه‌ای خودی، همنوع‌خواری خوانده می‌شود. مردارخواران نقش مهمی در چرخه بوم‌سازگان بازی می‌کنند و با خوردن جانداران و مواد گیاهی مرده به بازگشت عناصری چون نیتروژن و کربن به چرخه طبیعت کمک می‌کنند.
جانوران مردارخوار می‌توانند در عین اینکه به دنبال لاشه‌ها می‌روند، خود نیز شکار کنند. برای نمونه شیرها و گرگ‌ها مردارخوارانی فرصت‌طلب به شمار می‌روند و در صورت نبود لاشه، ترجیح می‌دهند خود به شکار بپردازند. با این حال مردارخوارانی چون کرکس‌های آفریقا تنها از راه لاشه‌خواری غذا به دست می‌آورند. گیاه‌خوارانی چون پاندا و اسب آبی نیز تنها در صورت وجود لاشه ممکن است از آن تغذیه کنند و به صورت طبیعی خود مردارخوار به شمار نمی‌آیند.

## زباله‌گردی
رفتار تقریباً مشابهی در میان انسان‌ها نیز دیده می‌شود که به آن زباله‌گردی گفته می‌شود. زباله‌گردی جست‌وجو در میان پسماندها برای یافتن خوراک یا مواد قابل استفاده است و کسی که از میان پسماندهای جامد مواردی را به‌طور غیرقانونی جدا می‌کند زباله‌گرد نامیده می‌شود.

## نگارخانه

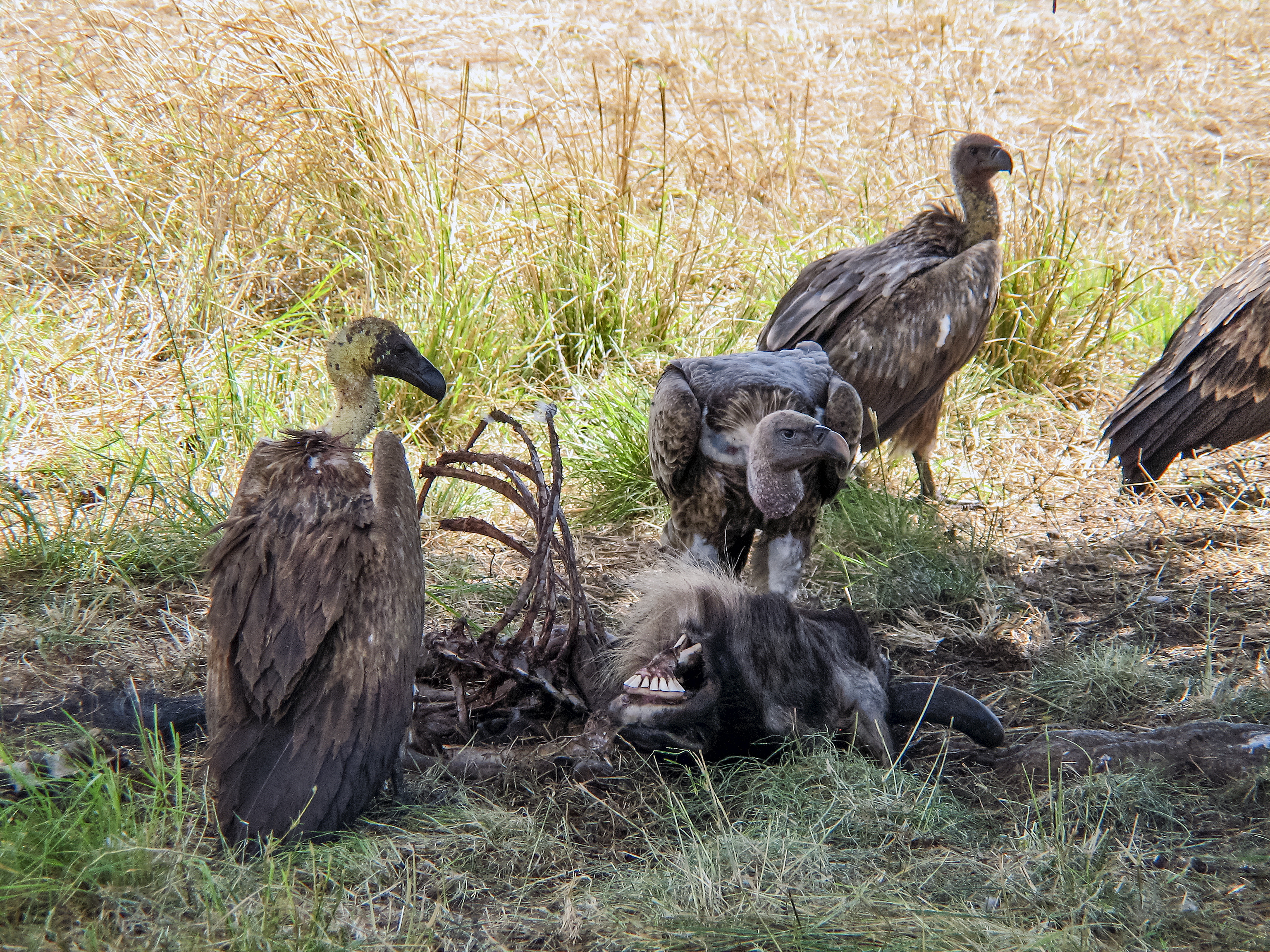
کرکس‌ها از لاشه یک گاو وحشی آفریقایی تغذیه می‌کنند.
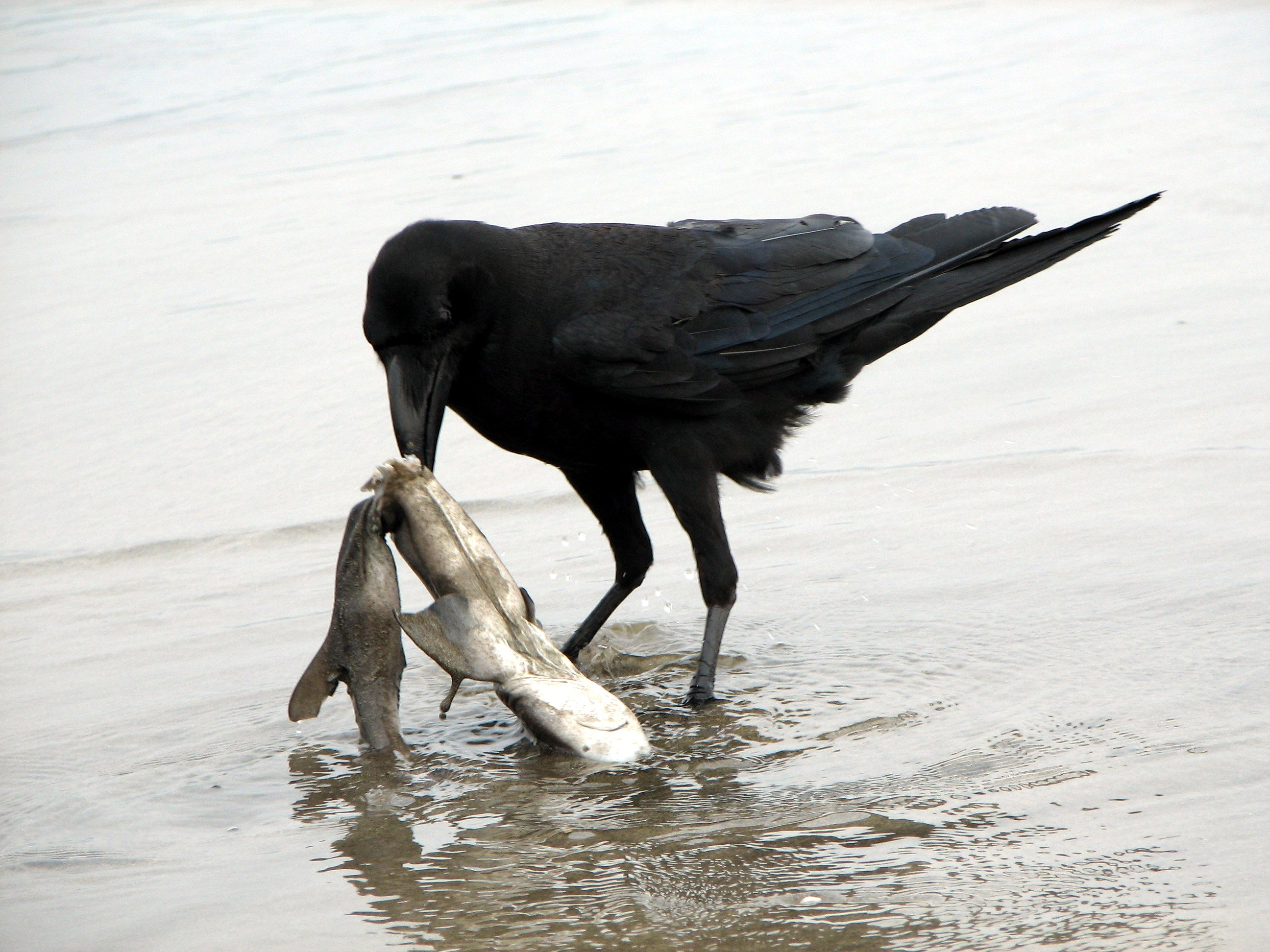
کلاغ جنگلی از مردار یک کوسه کوچک مرده می‌خورد
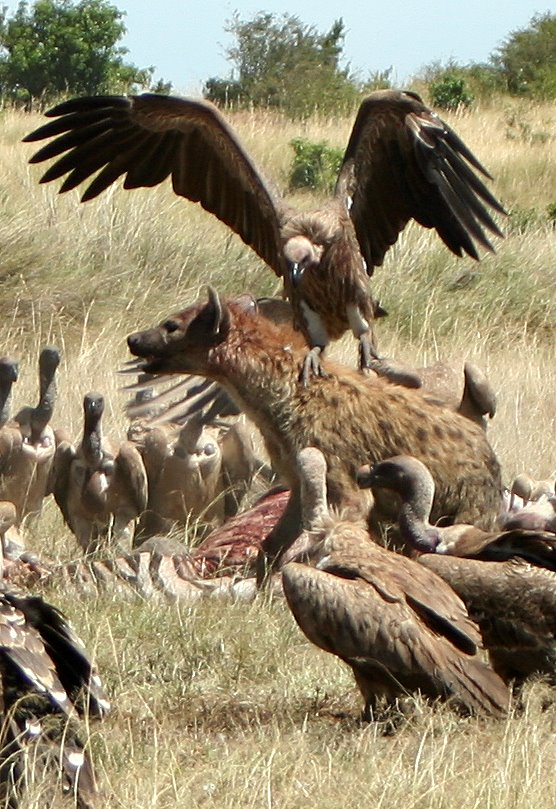
کفتارهای خال‌دار در حال جنگیدن با کرکس‌ها برای تصاحب یک لاشه. کفتارها از جمله بزرگ‌جثه‌ترین مردارخوارانند.